# Вейсалли (Джебраильский район)
Вейсалли (азерб. Veysəlli) — бывшее село в Джебраильском районе Азербайджана, расположенное в 16 км к югу от города Джебраил. Предполагается, что это село было переименовано или больше не существует, поскольку согласно административно-территориальному делению Азербайджана в составе Джебраильского района не упоминается под этим названием.

## История
В годы Российской империи село Вейсаллу входило в состав Джебраильского уезда Елизаветпольской губернии.
В советские годы село входило в состав Джебраильского района Азербайджанской ССР.
По данным издания «Административное деление АССР», подготовленного в 1933 году Управлением народно-хозяйственного учёта Азербайджанской ССР (АзНХУ), по состоянию на 1 января 1933 года в селе Вейсалли, вместе с сёлами Эмирварлы, Гёвшатлы, Махмуд-ушагы, Ниязкулулар, Тинли - центр, входившем в состав Тинлинского сельсовета Джебраильского района Азербайджанской ССР, было 60 хозяйств и проживало 268 жителей. 98% населения сельсовета составляли «тюрки» (азербайджанцы).
В результате Первой карабахской войны в августе 1993 года перешло под контроль непризнанной Нагорно-Карабахской Республики.
23 октября 2020 года президент Азербайджана Ильхам Алиев объявил, что азербайджанская армия освободила село Вейсалли.

## Население
По данным «Свода статистических данных о населении Закавказского края, извлеченных из посемейных списков 1886 года» в селе Вейсаллу Машанлинского сельского округа Джебраильского уезда был 61 дым и проживало 343 азербайджанца (указаны как «татары»), которые были суннитами по-вероисповеданию и крестьянами.
По данным «Кавказского календаря» 1912 года в селе Вейсаллу Карягинского уезда проживало 292 человека, в основном азербайджанцев, указанных в календаре как «татары».